# Piptochaetium panicoides
Piptochaetium panicoides är en gräsart som först beskrevs av Jean-Baptiste de Lamarck, och fick sitt nu gällande namn av Étienne-Émile Desvaux. Piptochaetium panicoides ingår i släktet Piptochaetium och familjen gräs. Inga underarter finns listade i Catalogue of Life.